# Фитчберг (Массачусетс)
Фитчберг (англ. Fitchburg) — город в округе Вустер в Массачусетсе в Соединённых Штатах Америки. Третий по величине город в округе, его население составляло 41 946 человек по переписи 2020 года, когда он уступил впервые второе место близлежащему Леминстеру.

## История
В доколумбову эпоху эта территория была занята племенем нипмуков. Земли, где ныне расположен Фитчберг были впервые заселены европейцами в 1730 году как часть города Луненберга и были официально отделены от последнего в 1764 году. Поселение было названо в честь Джона Фитча (англ. John Fitch), одного из членов городского самоуправления. В июле 1748 года Фитч и его семья, жившие в этом изолированном месте, были похищены коренными американцами и перевезены на север (на территорию нынешней Канады), но благополучно вернулись назад уже в следующем году.
Строительство в Фитчбурге наиболее масштабно шло вдоль реки Нашуа и вдоль железной дороги. Первоначально железнодорожная линия проходила через туннель Хусак, соединяя города Бостон и Олбани. Туннель был построен с использованием буровой установки Burleigh Rock Drill, спроектированной и построенной в Фитчберге. Удобное географическое положение и дешевая гидроэнергия существенно поспособствовали тому, чтобы город стал промышленным центром. Крупные заводы производили машины, инструменты, одежду, бумагу и огнестрельное оружие.

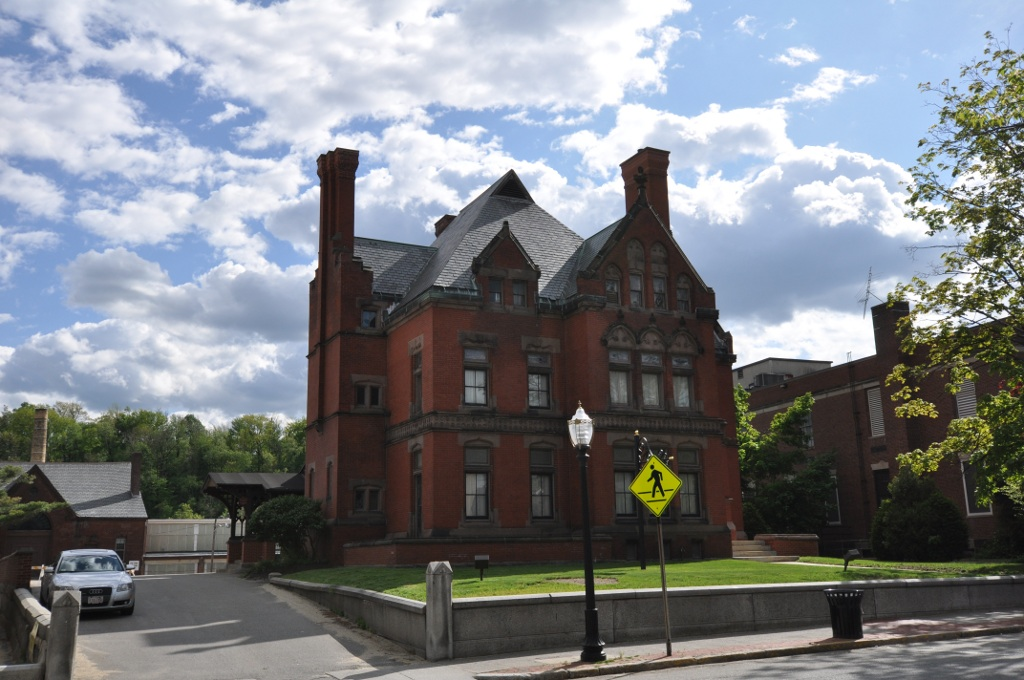
Клуб Fay

Город известен своей архитектурой, особенно в викторианском стиле, построенной на пике его промышленного процветания. Один из ярких примеров этих зданий — Клуб Fay — старое здание суда округа Северный Вустер.
В 1922 году рабочие Фитчберга поддержали забастовку текстильщиков Новой Англии из-за попытки сокращения заработной платы, что привело к закрытию нескольких фабрик в городе.
В 1925 году по завещанию местной уроженки, художницы, коллекционера и педагога Элеоноры Норкросс в городе был основан Художественный музей — одно из самых посещаемых культурных заведений в центральной части Новой Англии жителями северной и центральной части штата Массачусетс, а также южной части штата Нью-Гэмпшир.
В городе есть небольшой муниципальный аэропорт, но со второй половины XX века регулярных рейсов там нет (последние отправляются из более крупных городов штата).